# Nicoletto da Torino

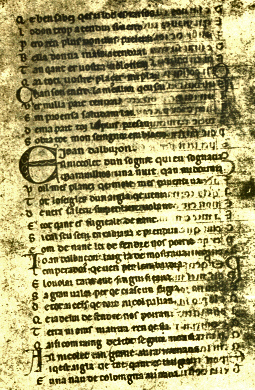
La tençó amb Joan d'Albusson, en el cançoner U

Nicoletto da Torino (o Nicolet de Turin o Nicolez de Turrin) (fl....1220-1235...) fou un trobador italià, del qual ens han pervingut tres tençons en occità.

## Vida
Nicoletto fou probablement de Torí. No se'n tenen altres dades que no siguin les que es poden deduir de la seva producció poètica: tres tençons amb Joan d'Albusson, Falquet de Romans i Uc de Saint-Circ, respectivament.
Nicoletto és probablement la mateixa persona que el Nicolet que apareix en un violent sirventès d'Aimeric de Peguilhan contra els joglars que li feien la competència, escrit en la cort dels Malaspina, probablement vers 1220 (10,32 Li fol e il put e il filol). Cronològicament aquesta identificació és possible partint del que es pot deduir de les obres conservades de Nicoletto i les referències que contenen. Segons la seva tensó amb Falquet, Nicoletto va viatjar a Borgonya, on es va trobar amb "gent desagradable" (Enoios son, al meu albire, / Per qe·m parti de lor fugen), i va tornar a Itàlia a la cort de Jofre i Ubert de Biandrate.
Nicoletto també va intercanviar versos amb Uc de Saint-Circ. El tema d'aquesta tensó és la queixa d'Uc perquè Adelaide di Vidalliana (avui Viadana) no l'havia rebut amb els mateixos honors que Donella di Brescia i Selvaggia (que potser és Selvaggia d'Auramala, filla de Conrad I Malaspina). Aquesta tensó s'ha datat vers 1225, quan Selvaggia era a la flor de la joventut.
Nicoletto va intercanviar encara una tençó amb Joan d'Aubusson on Joan li planteja un somni que ha tingut on apareix una àguila amenaçadora creuant el cel i una nau de foc provinent de Colònia; Nicoletto l'interpreta com una imatge de l'emperador Frederic II Hohenstaufen (vegeu el comentari de Linda Paterson).

## Obra
- (265,2 = 310,1)[2] En Nicolet, d'un sognie qu'ieu sognava (tençó amb Joan d'Aubusson)
- (156,9 = 310,2) Nicolet, gran malenansa (tençó amb Falquet de Romans)
- (310,3) N'Uc de Saint Circ, sabers e conoissenza (cobla en resposta a 457,36 Si ma dompna n'Alais de Vidallana d'Uc de Saint-Circ)

### Repertoris
- Alfred Pillet / Henry Carstens, Bibliographie der Troubadours von Dr. Alfred Pillet […] ergänzt, weitergeführt und herausgegeben von Dr. Henry Carstens. Halle : Niemeyer, 1933 [Nicoletto da Torino és el número PC 310]